# Shaggy
Orville Richard Burrell, bedre kendt som Shaggy, (født 22. oktober 1968), er en skuespiller og musiker fra USA.
Shaggys største hit er singlen "Boombastic" fra 1995.

## Diskografi

### Studiealbums
- Pure Pleasure (1993)
- Original Doberman (1994)
- Boombastic (1995)
- Midnite Lover (1997)
- Hot Shot (2000)
- Lucky Day (2002)
- Clothes Drop (2005)
- Intoxication (2007)
- Shaggy & Friends (2011)
- Summer in Kingston (2011)
- Rise (2012)
- Out of Many, One Music (2013)
- Wah Gwaan?! (2019)
- Christmas in the Islands (2020)
- Com Fly Wid Mi (2022)

### Samarbejder
- 44/876 (med Sting) (2018)

## Turnéer
- Pure Pleasure Tour (1993–94)
- Crazy Cool/Boombastic Tour (med Paula Abdul) (1995–96)
- Midnite Lover Tour (1997–98)
- Saint Lucia Arts & Jazz Festival (med Sting) (2023)
- Hot Summer Nights 2023 Tour (med TLC, En Vogue og Sean Kingston) (2023)[2]

## Filmografi
| År   | Titel                                       | Rolle               | Noter                                     |
| ---- | ------------------------------------------- | ------------------- | ----------------------------------------- |
| 1997 | Never Mind the Buzzcocks                    | Self                | Episode 02x01                             |
| 2004 | Blast                                       | Mace                |                                           |
| 2018 | Game Over, Man!                             | Himself             |                                           |
| 2019 | American Idol                               | Himself             |                                           |
| 2019 | The Little Mermaid Live!                    | Sebastian           |                                           |
| 2020 | The Bachelor Presents: Listen to Your Heart | Sig selv            |                                           |
| 2022 | The Masked Singer                           | Space Bunny/Himself | Season 7 contestant                       |
| 2022 | Never Mind the Buzzcocks                    | Sig selv            | Episode 30x04                             |
| 2023 | American Dad!                               | Sig selv (stemme)   | Episode: "Multiverse of American Dadness" |